# لاشا بوجادزه
لاشا بوجادزه Lasha Bugadze) 1977) كاتب جورجي..
و"لاشابوجادزه"، من مواليد تبيليسى عاصمة جورجيا 1977. يكتب للمسرح، ويكتب الرواية، وهو صحافى ومذيع تلفزيونى وإذاعى. نشرت له أربع روايات وعدة مسرحيات، وقد ترجمت أعماله إلى عدة لغات منها الإنجليزية والفرنسية والألمانية. هذه هي المرة الأولى التي يتم فيها تقديم أحد أهم أعمال الكاتب إلى اللغة العربية.